# 군부대신 현역 무관제
군부대신 현역 무관제(軍部大臣現役武官制)는 일본 제국 때 군부대신이던 육군대신과 해군대신의 취임 자격을 현역 대장과 중장으로 한정했던 제도를 말한다. 현역 무관에 한했기 때문에 문관은 물론 예비역·후비역·퇴역 군인도 취임 자격을 갖추지 못했다.
1871년 4월 「병부성 직원령」을 제정해 당시의 군부대신이던 병부경의 취임 자격을 소장 이상으로 한정했지만 그 후 병부경 보임 자격을 군인으로 한정하지 않는 것으로 바꾸었다.
하지만 일본 제국 헌법이 시행되고 제국의회가 설치되면서 일본에서 정당 정치의 기틀이 마련되기 시작하자 이들이 군정(軍政)에 관여하고 침투하는 것을 막기 위해 일본의 내각총리대신 야마가타 아리토모의 주도 하에 1900년 5월 군부대신 현역 무관제가 처음 규정되었다. 이때 현역이란 평시 군무에 종사하는 상비 병역을 말하며 현역 무관에 관해서는 천황대권에 포함되는 통수권에 속해 국무를 관장하는 내각이 관여하는 것은 기본적으로 불가능했다. 따라서 총리 지명을 받은 사람이 조각을 하려면 반드시 군부의 협조를 필요로 했고 군부가 조각에 협조하지 않으면 내각이 성립할 수가 없었다. 협조를 얻어 구성되어도 내각이 군부와 대립할 때에는 군부대신을 사퇴시킨 뒤 후임자를 선정하지 않는 방식으로 내각을 무너뜨릴 수 있었다. 따라서 군부대신 현역 무관제는 군부가 내각을 길들이는 방법으로 활용될 수 있었고 군부가 정계에 진출하는 지렛대로 삼을 수도 있었다.
하지만 러일 전쟁 이후 국제 상황이 안정되고 정당 정치가 성숙하면서 다이쇼 정변처럼 군부를 비판하는 분위기가 만들어졌다. 이에 1913년 6월 제1차 야마모토 내각에서 군부대신 보임 자격이 현역에서 예비역과 후비역으로 확대되었다. 이 시기에는 군부대신 무관제가 시행된 셈이다.
1936년에 일어난 2·26 사건은 군부의 정치 진출을 가속화했고 같은 해 5월 히로타 내각은 문제를 일으킨 퇴역 군인의 영향을 배제한다는 명목으로 군부대신 현역 무관제를 부활시켰다. 이후 현역 무관제는 1945년 패전까지 유지되었다.
유럽과 미국에서는 문관이 국방장관에 취임하는 경우가 적지 않아 문민통제 이념이 잘 지켜졌지만 일본에서는 군부가 자신들의 정치적 요구를 실현하기 위한 도구로 군부대신 현역 무관제를 이용했기에 많은 비판을 받았다.

## 연혁

### 제정 이전
군부대신 현역 무관제는 1871년 7월 「병부성 직원령」의 병부경은 본관 소장 이상으로 한다는 조항에서 기원했다. 이후 1886년 2월 27일 메이지 19년 칙령 제2호로 공포한 각 성 관제에서 육군성과 해군성에 대해 차관 이하 직원들은 원칙적으로 무관으로 임용한다고 규정하고 대신(大臣)에 대해서는 별다른 규정을 두지 않았다.
1890년 3월 27일 육군 관제와 해군 관제를 개정하여 차관 이하 직원을 무관으로 임용한다는 규정을 삭제했다. 다만 육군성 관제에는 대신을 장성으로 한다는 별표 조항을 두었고 해군성 관제는 여전히 별다른 규정을 두지 않았다. 1891년 7월 27일 육군성 관제를 개정해 대신을 장성으로 한다는 규정을 삭제하면서 법적으로 육군대신과 해군대신을 무관으로만 임용한다는 규정은 사라졌다. 다만 이 시기에 현역 장성 외에 육군대신과 해군대신으로 취임한 사례는 없었다.

### 현역 무관제 시행
1900년 5월 19일 제2차 야마가타 내각에서 육군성 관제와 해군성 관제를 개정해 육군대신 및 총무장관은 현역 장성으로 임용한다는 규정을 별표와 부칙을 통해 규정했다. 이는 당시 제국의회를 장악한 민당 세력이 군비 삭감 공세를 펼치자 군정에 대한 정당 정치의 침투를 방지하기 위해 취해진 조치였다. 현역 무관제가 규정된 이후 천황의 대명강하를 받아 총리로 지명된 사람도 군부가 대신 후보를 배출해 주지 않으면 조각을 할 수 없어 총리로 취임하지도 못한 채 사임해야만 했다.
1912년 제2차 사이온지 내각 때 긴축재정을 꾸리면서 국가재정 재건과 행정 정리를 이유로 사이온지 긴모치는 육군의 2개 사단 증설 요구를 거부했다. 이에 우에하라 유사쿠 육군대신이 총리를 경유하지 않고 단독으로 천황에게 사직서를 제출하고 물러나버렸다. 그러면서도 육군은 후임자를 추천하지 않았고 결국 사이온지 내각은 총사직에 내몰렸다. 이는 군부가 합법적으로 내각을 무너뜨린 셈이 되었는데 이 사건은 육군의 파업, 육군에 의한 독살이라는 비판을 받고 국정에서 군부대신 현역 무관제가 주목받는 계기가 되었다.

### 일시 폐지
1913년 6월 13일 제1차 야마모토 내각에서 육군성 관제와 해군성 관제를 개정해 대신 보임 자격을 현역 장성에 한한다는 규정을 삭제했다. 이로써 군부대신 무관제는 유지되었지만 반드시 현역일 필요는 사라졌다. 이는 전국민적인 지지를 받았던 제1차 호헌 운동의 영향을 받아 야마가타, 가쓰라 다로 등을 중심으로 한 군부와 번벌의 반대를 무릅쓰고 야마모토 곤노효에 총리대신과 기고시 야스쓰나 육군대신이 단행한 것이었다. 하지만 그 결과로 청일 전쟁과 러일 전쟁에서 세운 공훈으로 국민적 인기가 높았던 기고시는 대장으로 진급하지 못한 채 중장으로 전역해야만 했다.
현역 무관제는 폐지되었지만 예비역·후비역·퇴역 장성 중에서 직접 군부대신으로 임명된 사례는 없었고 현역에 복귀한 뒤에 대신이 되었다. 하지만 보임 자격을 가진 사람이 늘어나서 조각과 개각의 고충이 많이 줄어들 수 있었다. 물론 야마모토가 물러난 뒤 대명강하를 받은 기요우라 게이고는 88함대의 건조 비용을 두고 해군과의 합의에 실패하여 해군으로부터 직접 해군대신 후보자를 받지 못해 조각을 단념한 사건이 있어 군부의 추천은 여전히 중요했다. 이토 마사노리는 제도상 예비역도 괜찮다고 규정되어 있지만 대신의 직책을 아무에게나 맡길 수 없었고 해군의 추천도 받지 못했기 때문에 조각을 단념했다고 말했다. 또한 기요우라가 현역 무관제의 옹호자였던 야마가타의 측근이었던 것도 한몫했던 것으로 보인다.
1921년 가토 도모사부로 해군대신이 워싱턴 해군 군축 조약 논의를 위해 미국으로 출국하자 하라 다카시 총리대신은 "내각총리대신은 각 대신의 수반으로서 기무를 주선한다"는 규정을 총리대신이 각 대신의 역할을 대행할 수 있는 것으로 해석하여 자신이 직접 해군대신 직무대행을 맡겠다고 주장했다. 육군이 이에 반발했지만 하라는 육군대신 직무대행은 맡지 않겠다고 육군과 약속하여 해군대신 직무대행을 맡게 되었다. 하라가 암살된 뒤에 총리 대행을 맡은 우치다 고사이와 후임 총리대신이 되었던 다카하시 고레키요도 잠시 해군대신 직무대행을 맡았다. 다카라베 다케시 해군대신이 1929년 런던 해군 군축 회담 참여를 위해 영국으로 출국하자 하마구치 오사치 총리대신이 하라의 전례를 참고하여 해군대신 직무대행직을 수행했다.
1922년 3월 중의원은 군부대신 무관제를 폐지하는 육해군대신 임용에 대한 관제 개정 건의안을 가결시켰다. 1923년 2월 가토 도모사부로는 의회에 출석해 "문관이 군부대신이 되는 것이 부적합하다고 생각하지 않는다"라고 답변했지만 육군의 반발이 거세었기 때문에 건의안이 실제로 반영되지는 못했다.

### 부활
1936년 5월 히로타 내각 때 육군성 관제와 해군성 관제를 개정하여 대신 및 차관은 현역 장성으로 보임한다는 별표 규정을 신설해 현역 무관제가 부활했다. 2·26 사건에 관여한 것으로 의심되는 아라키 사다오와 마사키 진자부로가 예비역으로 물러났는데 이들이 군부대신이 되는 것을 막아야 한다는 것이 이유였다. 하지만 현역 무관제를 부활시킨 히로타 내각도 하마다 구니마쓰 입헌정우회 의원과 데라우치 히사이치 육군대신이 중의원 본회의에서 대립했던 이른바 할복 문제로 총사직에 내몰렸다. 하마다가 군의 독재적 색채가 강해지고 있다고 비판하자 데라우치는 모욕적인 말이라며 반발했고 데라우치가 히로타에게 의회를 해산하지 않으면 물러나겠다고 히로타를 압박했던 것이다. 의회를 해산할 수도 없었고 데라우치를 설득하는 것도 실패한 히로타는 결국 내각총사직을 단행해버렸다.
히로타의 후임으로 우가키 가즈시게 예비역 육군 대장이 천황으로부터 총리 후보로 지명받았다. 하지만 육군이 육군대신 후보자를 내지 않았고 고이소 구니아키 조선군사령관에게 대신직을 맡아줄 것을 부탁했지만 거절당했다. 이에 우가키는 자신이 육군대신을 겸임하기 위해 현역에 복귀하고 육군대신 겸임 칙명을 받고자 했지만 유아사 구라헤이 내대신이 동의해주지 않아 실패했다. 결국 우가키는 육군대신을 찾지 못해 조각을 포기하고 말았다. 1940년에는 요나이 내각도 하타 슌로쿠 육군대신이 단독으로 사임하고 이후 육군이 후계자를 추천하지 않아 내각 전체가 물러나는 등 현역 무관제는 일본의 군국주의화에 박차를 가하게 했다.
현역 무관제는 현역 장성이면 누구나 육군대신이 될 수 있는 제도가 아니었다. 이는 명목상의 해석일 뿐 실제로는 '군의 총의'에 어긋나는 사람은 육군대신이 될 수 없다는 것을 의미했다. 실제로 우가키는 군축을 시행한 전례가 있어 군의 반발을 샀고 군 출신인 그가 조각에 실패한 것도 여기서 연유한 것이었다.
조각·개각 때 육군은 육군대신·참모총장·교육총감 등 3장관 회의의 합의를 통해 육군대신을 천거하는 것이 관례였다. 쇼와 시대에는 육군 주요 인사 때도 3장관 회의를 하게 되었다. 현역 무관제가 부활한 직후 히로타는 제국의회에서 "대명을 받은 자가 임의로 육군대신을 정한다"라고 답변하여 3장관 회의의 추천을 따르는 관례를 부정했지만 1945년 종전 때까지 3장관 회의에 의한 추천 관례는 계속 이어졌다. 이른바 천황의 군대의 최고 간부가 아무런 윤리적 갈등도 없이 천황이 지명한 총리를 거절하고 타도하는 사태가 종전 때까지 지속된 셈이다.
1944년 도조 내각이 총사직했을 때 총리대신 겸 육군대신이던 도조 히데키는 후임 총리로 지명받은 고이소 내각의 육군대신으로 유임하려는 움직임이 있었다. 이때 중신이던 히로타가 고이소에게 "나와 데라우치 군의 합의로 육군대신 인사는 3장관의 합의에 관계없이 신임 총리가 자유롭게 지명해도 되는 걸로 했다"라고 알려 고이소는 이를 근거로 도조 대신 스기야마 겐을 육군대신으로 임명했다는 일화가 있다. 하지만 3장관 회의의 합의를 거치지 않은 사례는 이것 뿐이었다. 태평양 전쟁 때 본토결전이 다가오자 이에 대비하여 고이소는 제1총군을 창설하고 스기야마를 사령관으로 보낸 뒤 자신이 육군대신을 겸임하고자 했지만 3장관 회의에서 아나미 고레치카를 후임으로 추천하면서 좌절됐고 결국 고이소 내각은 수립된 지 9개월도 되지 않아 총사직했다.
군부대신 현역 무관제는 당연하게도 육군대신뿐만 아니라 해군대신에게도 적용되었지만 해군이 현역 무관제를 무기로 내각을 무너뜨리거나 길들이려고 한 적은 없었다. 다만 도조가 내각을 구성할 때 해군이 대신 후보로 도요다 소에무를 추천했지만 도조가 이를 거부한 적이 있었다. 사와모토 요리오 해군차관이 "도조는 어차피 전쟁을 할 테니까 새로운 후보를 내지 말자"라며 도조 내각을 무너뜨릴 것을 제안했지만 오이카와 고시로 해군대신 등이 시마다 시게타로를 새로 추천하면서 도조 내각이 출범할 수 있었다.
1944년 고이소 내각이 성립될 당시 예비역이던 요나이가 칙지를 받아 현역에 복귀해 해군대신에 취임한 사례도 있었다. 이는 현역 무관제 부활 이후 예비역이 현역에 복귀해 군부대신에 취임한 유일한 사례다.

### 소멸과 이후
1945년 8월 포츠담 선언을 수락하면서 일본 제국은 패전했고 일본군도 무장을 해제당했다. 12월 육군성과 해군성도 폐지된 뒤 각각 제1복원성과 제2복원성으로 개편되면서 군부대신 직함도 사라졌다.
1947년 시행된 일본국 헌법에는 "육·해·공군, 그 밖의 전력을 보유하지 않는다"(제9조제2항), "내각총리대신 그 외 국무대신은 문민이어야 한다"(제66조제2항)와 같은 규정이 포함되었다. 이에 따라 현역 무관은 더 이상 총리대신과 국무대신이 될 수 없었고 애초에 군대를 폐지했기 때문에 무관이 존재할 수도 없게 되었다. 하지만 국제 정세가 변하면서 사실상의 재무장인 경찰예비대 발족이 이루어졌다. 경찰예비대는 곧 자위대로 확대됐고 자위대의 사무를 관장하는 방위청도 발족했다. 이후 국무대신으로 보하는 방위청 장관은 사실상의 군부대신으로, 자위관은 사실상의 무관으로 간주되었다.
현역 자위관이 아닌 자위관 출신이 방위청 장관(현재의 방위대신)으로 취임으로 취임하는 것은 헌법 위반이 아니라고 해석되고 있다. 나카타니 겐 육상자위대 이등육위와 모리모토 사토시 항공자위대 삼등공좌는 자위관 출신으로 방위청 장관과 방위대신으로 취임했다.
현대에 와서 무관의 범위는 현역 자위관(제복조)은 물론이고 방위성 내부부국에서 근무하는 문관(양복조)까지 포함하며 이들은 모두 방위대신을 포함한 국무대신을 겸할 수 없다고 해석한다. 이들은 「자위대법」 제2조제5항에 따라 자위대원으로 간주되며 같은 법 제61조에 의해 정치적 행위도 제한받는다.

## 같이 보기
- 문민통제

## 참고 문헌
- 모모세 다카시; 이토 다카시 (1990년). 《事典 昭和戦前期の日本 制度と実態》 [사전 쇼와 전전기의 일본 제도와 실태] (일본어). 요시카와 홍문관. ISBN 4-642-03619-9.
- 쓰쓰이 기요타다 (2007년). 《昭和十年代の陸軍と政治 軍部大臣現役武官制の虚像と実像》 [쇼와 10년대의 육군과 정치 군부대신 현역 무관제의 허상과 실상] (일본어). 이와나미 서점. ISBN 978-4-00-023443-6.